# Saxifraga doyalana
Saxifraga doyalana är en stenbräckeväxtart som beskrevs av H. Sm.. Saxifraga doyalana ingår i Bräckesläktet som ingår i familjen stenbräckeväxter. Inga underarter finns listade i Catalogue of Life.